# 哥倫比亞航空410號班機空難
哥倫比亞航空410號班機是哥倫比亞航空一條由哥倫比亞東部城市庫庫塔前往北部卡塔赫納的國內航班。1988年3月17日下午13時17分，一架波音727-21客機於庫庫塔機場的33跑道起飛後不久即告墜毀。

## 飛機
肇事客機是一架於1966年出廠的波音727客機，編號為HK-1716。原使用者為美國泛美航空，原編號是N321PA，飛機於墜毀前飛行了43,848小時。
當時機上載了136名乘客及7名機組人員，所有人於事故後罹難。

## 調查
調查人員認定出事原因可列為可控飛行撞地，飛機當時是位於空中6,200呎出事。調查報告指出數項可能引致空難原因，包括飛行員（其中一名是位於駕駛艙內的非值勤的機長）在處理飛機操作問題時不能集中精神；另外，機長及副機師間亦缺乏相互合作，結果飛機高度急降以致墜毀。

## 其他
- 空難列表